# Jadranska vaterpolska liga
Jadranska vaterpolska liga je regionalna vaterpolo liga u kojoj se od jeseni 2008. godine natječu crnogorski, hrvatski, slovenski klubovi, kasnije i talijanski te srbijanski klubovi.

Prva sezona, koja je počela 26. rujna 2008., okupljala je 12 klubova, 8 iz Hrvatske, 3 iz Crne Gore i 1 iz Slovenije. Za sezonu 2009./10. priključen je crnogorski Cattaro, a uveo se i "final four." U sezoni 2011./12. nastupao je talijanski Pro Recco, ali je odmah na kraju sezone 2011./12. napustio ligu. Od sezone 2014./15. u Jadranskoj ligi sudjeluju i srbijanski klubovi.
Odluka za osnivanje ove lige pala je na kvalifikacijskom turniru za prvenstvo Europe 2008., koji se održavao u Dubrovniku, a s kojeg su sudioništvo izborile upravo Hrvatska i Crna Gora.
Nazivi lige
- Jadranska liga (?–?)
- Regionalna vaterpolo liga (?–?)
  - Triglav regionalna vaterpolo liga / Triglav liga (?–?)[1][2]
  - Premier regionalna vaterpolo liga (?–?)

## Sudionici
| Momčad                   | Država | Prva sezona | Trenutna sezona |
| ------------------------ | ------ | ----------- | --------------- |
| A.S.D. Pro Recco         |        | 2011./12.   | neaktivni       |
| HAVK Mladost Zagreb      |        | 2008./09.   | aktivni         |
| VK Jadran Split          |        | 2008./09.   | aktivni         |
| VK Jug Dubrovnik         |        | 2008./09.   | aktivni         |
| VK Medveščak Zagreb      |        | 2008./09.   | neaktivni       |
| VK Mornar Split          |        | 2008./09.   | aktivni         |
| VK POŠK Split            |        | 2008./09.   | neaktivni       |
| VK Primorje Rijeka       |        | 2008./09.   | neaktivni       |
| VK Galeb MR              |        | 2018./19.   | neaktivni       |
| VK Solaris Šibenik       |        | 2014./15.   | aktivni         |
| Zadar 1952               |        | 2016./17.   | neaktivni       |
| VK Primorac Kotor        |        | 2008./09.   | aktivni         |
| PVK Jadran Herceg Novi   |        | 2008./09.   | aktivni         |
| VK Budva                 |        | 2008./09.   | neaktivni       |
| VA Cattaro (Kotor)       |        | 2009./10.   | neaktivni       |
| AKV Triglav Kranj        |        | 2012./13.   | neaktivni       |
| AVK Branik Maribor       |        | 2013./14.   | neaktivni       |
| VK Koper                 |        | 2008./09.   | neaktivni       |
| VK Crvena zvezda Beograd |        | 2014./15.   | aktivni         |
| VK Partizan Beograd      |        | 2014./15.   | aktivni         |
| VK Radnički Kragujevac   |        | 2014./15.   | aktivni         |
| VK Vojvodina Novi Sad    |        | 2014./15.   | neaktivni       |
| VK Novi Beograd          |        | 2015./16.   | aktivni         |
| VK Šabac                 |        | 2016./17.   | aktivni         |
| Zemun                    |        | 2019./20.   | neaktivni       |

## Dosadašnji pobjednici
| Sezona    | Broj država | Broj klubova | Broj klubova | Prvak                  | Doprvak            | #3                   | #4                   | Prvak ligaškog dijela |
| Sezona    | Broj država | liga         | doigr.       | Prvak                  | Doprvak            | polufinalisti        | polufinalisti        | Prvak ligaškog dijela |
| --------- | ----------- | ------------ | ------------ | ---------------------- | ------------------ | -------------------- | -------------------- | --------------------- |
| 2008./09. | 3           | 12           | –            | Jug Dubrovnik          | Jadran Herceg Novi | Nepoznata kratica »« | Nepoznata kratica »« | 1                     |
| 2009./10. | 3           | 13           | 4            | Jadran Herceg Novi     | Jug Dubrovnik      | Nepoznata kratica »« | Nepoznata kratica »« | Jug Dubrovnik (2)     |
| 2010./11. | 3           | 13           | 8            | Jadran Herceg Novi (2) | Jug Dubrovnik      | Nepoznata kratica »« | Nepoznata kratica »« | Primorje Rijeka       |
| 2011./12. | 4           |              |              | Pro Recco              | Primorje Rijeka    | Nepoznata kratica »« | Nepoznata kratica »« | Pro Recco             |
| 2012./13. |             |              |              | Primorje Rijeka        | Jug Dubrovnik      | Nepoznata kratica »« | Nepoznata kratica »« | Primorje Rijeka (2)   |
| 2013./14. |             |              |              | Primorje Rijeka (2)    | Jug Dubrovnik      | Nepoznata kratica »« | Nepoznata kratica »« | Primorje Rijeka (3)   |
| 2014./15. |             |              |              | Primorje Rijeka (3)    | Jug Dubrovnik      | Nepoznata kratica »« | Nepoznata kratica »« | Primorje Rijeka (4)   |
| 2015./16. |             |              |              | Jug Dubrovnik (2)      | Primorje Rijeka    | Nepoznata kratica »« | Nepoznata kratica »« | Jug Dubrovnik (3)     |
| 2016./17. |             |              |              | Jug Dubrovnik (3)      | Jadran Herceg Novi | Nepoznata kratica »« | Nepoznata kratica »« | Jug Dubrovnik (4)     |
| 2017./18. |             |              |              | Jug Dubrovnik (4)      | Mladost Zagreb     | Nepoznata kratica »« | Nepoznata kratica »« | Jug Dubrovnik (5)     |
| 2018./19. |             |              |              | Mladost Zagreb         | Jug Dubrovnik      | Nepoznata kratica »« | Nepoznata kratica »« | Mladost Zagreb        |
| 2019./20. |             |              |              | Mladost Zagreb (2)     | Jug Dubrovnik      | Nepoznata kratica »« | Nepoznata kratica »« | Jug Dubrovnik (6)     |
| 2020./21. |             |              |              | Radnički Kragujevac    | Jug Dubrovnik      | Nepoznata kratica »« | Nepoznata kratica »« | 2                     |

1 Odigran je samo ligaški dio.

2 Odigrani su samo poluzavršni turniri i završni turnir.

## Naslovi

### Klubovi
| Klub                | Prvak | Doprvak | Prvaci                                     | Doprvaci                                                                              |
| ------------------- | ----- | ------- | ------------------------------------------ | ------------------------------------------------------------------------------------- |
| Jug Dubrovnik       | 4     | 8       | 2008./09., 2015./16., 2016./17., 2017./18. | 2009./10., 2010./11., 2012./13., 2013/14., 2014./15., 2018./19., 2019./20., 2020./21. |
| Primorje Rijeka     | 3     | 2       | 2012./13., 2013/14., 2014/15.              | 2011./12., 2015./16.                                                                  |
| Jadran Herceg Novi  | 2     | 2       | 2009./10., 2010./11.                       | 2008./09., 2016./17.                                                                  |
| Mladost Zagreb      | 2     | 1       | 2018./19., 2019./20.                       | 2017./18.                                                                             |
| Radnički Kragujevac | 1     | 0       | 2020./21.                                  | -                                                                                     |
| Pro Recco           | 1     | 0       | 2011./12.                                  | -                                                                                     |

### Države
| Klub / Država | Prvaci | Doprvaci | Finalisti |
| ------------- | ------ | -------- | --------- |
| Hrvatska      | 9      | 10       | 19        |
| Crna Gora     | 2      | 2        | 4         |
| Srbija        | 1      | 0        | 1         |
| Italija       | 1      | 0        | 1         |

## Vanjske poveznice
- Regionalna vaterpolo liga  Arhivirana inačica izvorne stranice od 27. ožujka 2022. (Wayback Machine)
- Hrvatski vaterpolo savez
- Vaterpolo savez Crne Gore  Arhivirana inačica izvorne stranice od 16. rujna 2008. (Wayback Machine)
- Vaterpolo savez Italija
- Vaterpolo savez Slovenije